# Любомир Собаджиев
Любомир Собаджиев е български дисидент и политик, председател на движението „Гражданска инициатива“, участник в Кръглата маса през 1990 година, сред 11-те основатели на СДС.

## Биография
Роден е на 18 юни 1944 г. в Русе. Произхожда от работническо семейство. Баща му е признат за АБПФК. Майка му е психично болна. Завършва Техникума по корабоплаване в родния си град. Арестуван и осъждан 2 пъти за дейност против държавата преди 1989 г. През 1962 г. отказва да свидетелства срещу офицер от старата армия, който е преследван от Държавна сигурност и по-късно е осъден на 5 години затвор – за организиране на конспирация и разпространяване на позиви. Лежи три години половина в затвора. През 1978 г. е осъден за същото на 4 години затвор. Общо седем години е политически затворник в Пазарджишкия и Старозагорския затвор.
През лятото на 1989 г. основава Комитет 273, който се опитва да защитава човешките права.
През 1993 г. се отказва от активна политическа дейност, най-вече заради заболяването си – амиотрофична латерална склероза, която го парализира на инвалидна количка.
Умира на 28 юли 2002 г.